# El-installatør
En el-installatør er en person, der er uddannet og kvalificeret til at installere, reparere og vedligeholde elektriske anlæg og systemer. El-installatøren har typisk gennemgået en uddannelse inden for elektroteknik og har bestået de relevante prøver for at få en autorisation til at udføre elektriske arbejder. El-installatørens arbejde kan omfatte alt fra at installere en ny el-tavle til at reparere et gammelt el-system, og de skal sørge for, at alt elektrisk arbejde udføres sikkert og i overensstemmelse med gældende love og regler.
 Der er for få eller ingen kildehenvisninger i denne artikel, hvilket er et problem. Du kan hjælpe ved at angive troværdige kilder til de påstande, som fremføres i artiklen.